# Dème de Mýki
Le dème de Mýki (grec moderne : Δήμος Μύκης) est un dème situé dans la périphérie de Macédoine-Orientale-et-Thrace en Grèce. Le dème actuel est issu de la fusion en 2011 entre les anciens dèmes de Kotýli, de Mýki, de Sátres et de Thérmes.